# Cameco
Cameco Corporation (in precedenza Canadian Mining and Energy Corporation) è la più grande società di uranio al mondo con sede a Saskatoon, in Canada.
È quotata in Borsa.

## Storia
Le sue origini risalgono al 1988 dalla fusione e privatizzazione di due società: la Eldorado Nuclear Limited di proprietà federale (conosciuta in precedenza come Eldorado Mining and Refining Limited) e la Saskatchewan Mining Development Corporation (SMDC) con sede nel Saskatchewan. Il nome è stato successivamente abbreviato in "Cameco Corporation".
La nuova società era inizialmente di proprietà del 62% del governo provinciale e del 38% del governo federale. L'offerta pubblica iniziale (IPO) per il 20% della società è stata condotta nel luglio 1991. La proprietà del governo della società è diminuita negli undici anni successivi, con la completa privatizzazione avvenuta nel febbraio 2002.
Nel 1996, Cameco ha acquisito Power Resources Inc., il più grande produttore di uranio negli Stati Uniti. Questa è stata seguita nel 1998 dall'acquisizione della canadese Uranerz Exploration and Mining Limited e Uranerz USA, Inc.
Nel 2008, Cameco ha acquistato una partecipazione del 24% in Global Laser Enrichment (GLE), il licenziatario esclusivo della tecnologia proprietaria Separation of Isotopes by Laser Excitation (SILEX) sviluppata da SILEX Systems Limited. GLE sta sviluppando questa tecnologia di arricchimento dell'uranio di terza generazione. Nel 2021, Cameco e SILEX hanno acquistato la quota del 76% di GE-Hitachi in GLE, lasciando Cameco con il 49% della società.
Nel 2011, Cameco ha firmato un accordo con Talvivaara Mining Company in base al quale Cameco avrebbe pagato 60 milioni di dollari per costruire un circuito di estrazione dell'uranio presso la miniera di nichel-zinco Talvivaara a Sotkamo. Talvivaara avrebbe quindi rimborsato i costi di costruzione iniziali sotto forma di concentrato di uranio; una volta pagati i costi iniziali, Cameco avrebbe continuato ad acquistare il concentrato di uranio a una formula di prezzo basata sul prezzo di mercato il giorno della consegna.
Nel 2012 ha acquisito un intermediario di combustibili nucleari, Nukem Energy.
Nel 2016, Cameco ha sospeso le operazioni nella sua miniera di Rabbit Lake, a causa dei bassi prezzi dell'uranio. Nel 2017, ha sospeso le operazioni per almeno 10 mesi presso la sua miniera di McArthur River e lo stabilimento di Key Lake, convertendolo in una chiusura a tempo indeterminato nel 2018, cosa che ha comportato il licenziamento di circa 700 dipendenti.
Nell'ottobre 2022, Cameco insieme a Brookfield Renewable Partners ha annunciato l'acquisizione di Westinghouse Electric Company in un accordo da 7,9 miliardi di dollari,  debito compreso. Cameco deterrà una partecipazione del 49% nella società come parte dell'accordo.
Nel tempo, Cameco Corp si è ampliata tramite una serie di acquisizioni mirate, realizzate anche all'esterno dello Stato dell'America Settentrionale, e di fruttuosi accordi commerciali, come quello stipulato nel 2011 con la controparte "Talvivaara Mining Company".

## Attività prevalenti
Cameco gestisce miniere di uranio,  raffinerie di uranio e impianti di conversione dell'uranio.